# Waynesburg (Pennsylvania)
Waynesburg is een plaats (borough) in het zuidwesten van de Amerikaanse staat Pennsylvania. Het is de hoofdplaats van Greene County. Waynesburg University, een christelijk liberal arts college, is er gevestigd. Het dorp heeft enige bekendheid door het Rain Day-festival, dat jaarlijks op 29 juli wordt gevierd.

## Demografie
Bij de volkstelling in 2000 werd het aantal inwoners vastgesteld op 4184.
In 2006 is het aantal inwoners door het United States Census Bureau geschat op 4170, een daling van 14 (-0,3%).

## Geografie
Volgens het United States Census Bureau beslaat de plaats een oppervlakte van
2,2 km², geheel bestaande uit land. Waynesburg ligt op ongeveer 302 m boven zeeniveau.

## Plaatsen in de nabije omgeving
De onderstaande figuur toont nabijgelegen plaatsen in een straal van 20 km rond Waynesburg.